# Zasada Landauera
Zasada Landauera mówi, że wymazanie jednego bitu informacji w otoczeniu o temperaturze {\displaystyle T} wymaga straty (dysypacji) energii (lub wydzielenia ciepła) o wartości co najmniej {\displaystyle kT\ln 2,} gdzie {\displaystyle k} – stała Boltzmanna równa 1,38 × 10−23 J/K.
Inaczej mówiąc, zasada stwierdza, że wymazywanie informacji pociąga wzrost entropii otoczenia o kB ln2 na bit, a więc dyssypację energii.
W latach 60. Rolf Landauer wykazał, że istnieje fizyczna granica minimalnego wydatku energetycznego koniecznego do wykasowania jednego bitu informacji. Wynosi ona {\displaystyle k\cdot T\cdot \ln 2} J, gdzie {\displaystyle k} jest stałą Boltzmanna, a {\displaystyle T} temperaturą otoczenia. Oznacza to, że w pewnej chwili w układach klasycznych nie będzie można zmniejszyć produkcji ciepła przez element. Przy rosnącym zagęszczeniu elementów i wzroście częstotliwości taktowania układy te będą produkować coraz więcej ciepła.

## Literatura
- R. Landauer, Fundamental Physical Limitations of the Computational Process, Ann. N.Y. Acad. Sci, 426, 162 (1985).